# Los vengadores (banda sonora)
Music Inspired By The Motion Picture: The Avengers es la banda sonora de la película Los vengadores de 1998. Este álbum salió al mercado el 7 de julio de 1998 a través de WEA y ATLANTIC.
Formado por 14 canciones, el álbum cuenta con la participación de renombrados artistas como el compositor Marius De Vries, Grace Jones, Annie Lenox y Stereo MC's, entre otros.
Existen dos bandas sonoras diferentes, la otra se titula Avengers (Soundtrack) y salió al mercado el 29 de septiembre de 1998.

## Lista de canciones
1. The Avengers Theme - Marius De Vries
2. Storm - Grace Jones
3. Many Weathers Apart - Merz
4. Am - Suggs
5. Solve My Problems Today - Ashtar Command
6. Truth Serum - Dishwalla
7. Mama - Annie Lennox*
8. Flash - Stereo MC's
9. Technowledg” - Utah Saints
10. Blow You Away - Verve Pipe
11. Burnin' Dog (Don't Pet A) - Sugar Ray
12. Bad Twin - Babybird
13. Visiting Angels - Roni Size
14. Summer's End - Ashtar Command

(*) Annie Lenox cantante de Eurythmics interpreta “Mama” canción perteneciente a la banda islandesa The Sugarcubes.